# 1900年香港
|        | 香港歷史 \| 香港歷史年表                                                                                                   |
| 世紀： | 18世紀香港 \| 19世紀香港 \| 20世紀香港                                                                                     |
| 年代： | 1870年代香港 \| 1880年代香港 \| 1890年代香港 \| 1900年代香港 \| 1910年代香港 \| 1920年代香港 \| 1930年代香港               |
| 年份： | 1896年香港 \| 1897年香港 \| 1898年香港 \| 1899年香港 \| 1900年香港 \| 1901年香港 \| 1902年香港 \| 1903年香港 \| 1904年香港 |
| 紀年： | 庚子年（鼠年）、香港開埠59周年                                                                                             |

## 大事記
- 1月1日，頒佈《碼頭條例》。
- 1月4日，英廷同意港府贈送幾台榨蔗機予屏山鄉民。
- 1月8日，澳洲歸僑馬應彪在港創辦先施百貨。
- 1月15日，兩廣總督李鴻章訪問香港，會見港督卜力。
- 1月24日，楊衢雲從日本返港，辭去興中會會長，並推舉孫中山為會長。[1]
- 1月25日，興中會機關報中國日報在港創刊。
- 1月26日，康有為離港赴新加坡。
- 1月，革命家唐才常到港為正氣會籌款。
- 2月26日，香港不纏足會成立。
- 3月27日，兩廣總督李鴻章上奏清廷，指香港有黨派欲襲省城起事，並密會港督要求查禁。
- 3月31日，謝纘泰、楊衢雲、陳少白等在港籌備惠州起義。[1]
- 3月，丘逢甲赴南洋籌款過港。
- 4月1日，港督卜力休假離港，駐港英軍司加士居少將署任其職。
- 5月26日，新界田土法庭設立。
- 6月初，何啟徵得孫中山同意，與興中會會員聯合上書港督卜力，策動兩廣獨立。[1]
- 6月17日，孫中山從日本返抵香港海面，與在港的興中會人士商議起義計劃。[1]
- 7月2日，卜力結束休假返港。
- 7月17日，李鴻章上京述職，途經香港。
- 7月23日，港府宣佈所有新界土地均屬政府資產。
- 8月初，孫中山上書港督卜力《政香港總督歷數滿清政府罪狀並擬訂治平章程請轉商各國書》。[1]
- 8月18日，卜力急電英國首相，稱孫中山與康有為均可能在短期內發動起義。
- 8月19日，天氣酷熱，香港天文台錄得尖沙咀市區達攝氏36.1度，並長期高居最熱記錄直至2015年方被打破。
- 9月10日， 一個颱風正面襲港。
- 11月10日，颱風罕有於11月正面襲港並釀成巨災，天文台嗚風槍（相等於現今發出十號颶風信號）示警。隨著颱風逼近，香港於11月9日晚上東北風增強及達烈風程度。當颱風眼壁從南面迫近香港，天文台的風力於11月10日早上4時達暴風程度。在早上5時風勢最猛烈之時，香港天文台錄得每小時平均風速達每小時113公里每小時。颱風中心很有可能在隨後三小時經過香港東部並為當地帶來颶風，而天文台的氣壓於早上6時左右下跌至最低的974.9百帕斯卡，至今仍是香港有記錄以來11月份海平面氣壓的最低紀錄。該股颱風為香港造成廣泛破壞和嚴重人命傷亡，很多舢舨及小艇被大浪擊沉甚至砸為碎木。10艘蒸汽艇及110艘帆船沉沒，整個海港都是船隻殘骸。炮艇HMS Sandpiper在停泊處沉沒，大型挖泥船Canton River也被吹翻沉沒。天星小輪碼頭亦遭到嚴重破壞，陸上許多房屋損毀，尤其是在山頂區，所有在油麻地填海區的棚屋被強風夷平，大批樹木損壞或被連根拔起，燈柱及電話柱被強風吹致彎曲，超過200人在這致命的幾小時中喪生。[2]
- 11月14日，頒佈《收回官地條例》。
- 12月20日，中環卜公碼頭落成，由港督卜力主禮揭幕。
- 本年：
  - 清廷稅關限制珠江航運，影響商務。
  - 為防止義和團起義對港帶來影響，港府從印度增調遠征軍一大隊，設防於九龍。[1]
  - 魔鬼山炮台開始建造。
  - 埃利·嘉道理爵士創辦香港育才書社。
  - 嘉諾撒聖瑪利書院創辦於尖沙咀。
  - 英華女學校創辦。
  - 華商公局成立。
  - 何東辭去怡和洋行總買辦，由其弟何福繼任。
  - 前東華醫院總理、香港首富李陞病逝，遺產600萬港元。[1]
  - 消毒局建立。
  - 跑馬地馬場擴建。
  - 接通新界沙頭角、港島鵝頸及九龍平山等地電話。[1]
  - 開發筲箕灣及九龍石礦場。
  - 頒佈《田土法庭條例》。
  - 頒佈《郵政局條例》。
  - 政府財政收入為420萬，支出363萬。[1]
  - 總人口為262,678人，外國人佔14,778名。[1]

## 逝世人物
- 本年，李陞（約70歲），香港首富，東華醫院前任總理，病故。